# Timothy Woodward Jr.
Timothy Bass Woodward Jr. (nacido el 15 de octubre de 1983) es un actor y director de cine estadounidense conocido por sus papeles protagónicos en múltiples películas y como Scott en la serie de televisión actualmente en Hulu, Hollywood East. Woodward comenzó su carrera en 2005 en la serie de televisión de PAX Palmetto Pointe interpretando al personaje principal Tristan Sutton.

## Filmografía

### Televisión
- 2005 - Palmetto Pointe

### Películas
- 2015 - Jaque mate
- 2015 - The Good, the Bad, and the Dead
- 2016 - Traded
- 2016 - Proyecto Swap
- 2017 - American Violence
- 2017 - Hickok
- 2017 - Gangster Land
- 2018 - The Final Wish
- 2019 - The Outsider
- 2020 - The Call[3]
- 2023 - Til Death Do Us Part[4]